# 名古屋大学女子学生殺人事件
名古屋大学女子学生殺人事件（なごやだいがく じょしがくせい さつじんじけん）とは、2014年（平成26年）12月7日に愛知県名古屋市で名古屋大学の女子大生が、宗教団体のセミナーに勧誘されたことで知り合った女性（当時77歳）を殺害した殺人事件である。その他、女子大生が過去に起こした一連の事件も本項で記載する。

## 概要

### 知人女性殺害
2014年（平成26年）12月7日、当時19歳の名古屋大学の女子大生は、宗教の勧誘で知り合った名古屋市千種区在住の女性（当時77歳）と宗教団体の集会に2人で参加した。集会が終了した昼ごろ、「聞きたいことがたくさんある」と持ち掛け、セミナーに参加した女子大生は信仰に関心を持ったかのように装い女性を名古屋市昭和区の自宅アパートに誘い込んだ。用意していた斧で数回殴り、マフラーで首を絞めるなどして殺害。
遺体に服を着せ、マフラーを首に巻かせた状態で風呂場の洗い場に横たわらせ、「実験結果として記録を残すため」に女性の写真を4、5枚撮った。事件当日に自身のTwitterアカウントで「ついにやった」と書き込みを行った。翌日に宮城県仙台市の実家に帰り、自宅アパートに遺体を1ヶ月以上放置した。
被害女性の夫が千種警察署に家出人捜索願を提出し、同署が被害女性を捜していたところ、最後に接触したのが女子学生だったことが判明。女子学生は愛知県警察からの連絡で、2015年（平成27年）1月26日に愛知県名古屋市に戻り、翌27日に千種警察署で任意の事情聴取を受けた後で署員が女子学生とともにアパートに入り、遺体を発見したことで殺人罪で逮捕された。

### 余罪
殺人事件の捜査の過程で、高校時代に同級生の男子生徒及び中学時代の同級生だった女子生徒に硫酸タリウムを飲ませた事件、大学時代に帰省していた仙台市の実家近くの住宅を放火しようとした事件がそれぞれ発覚した。最終的に以下の罪状で、名古屋地方検察庁から起訴された。
- 2012年（平成24年）5月27日 - 仙台市のカラオケ店で、劇物の硫酸タリウム(I)を飲み物に混ぜ、中学時代の同級生だった女子生徒に飲ませた殺人未遂罪
- 同年5月から7月 - 通っていた仙台市の高校で、硫酸タリウム(I)を飲み物に混ぜ、同級生の男子生徒に飲ませた殺人未遂罪
- 2014年8月29日 - 8月30日 - ペットボトルで製造した火炎瓶に点火し、仙台市の住宅の縁側に置き、熱で窓ガラスを割ったとする火炎瓶処罰法違反と器物損壊罪
- 同年12月7日- 名古屋市で宗教勧誘で知り合った女性を誘って、斧で殴ってマフラーで絞めたとする殺人罪（本記事）
- 12月13日 - 仙台市の住宅（前述と同じ）の郵便受けに、引火性の高いジエチルエーテルを流し込んで火をつけたとする殺人未遂罪と現住建築物等放火未遂罪

なお加害者は2015年12月時点で名古屋大学を退学している。

## 犯人
女子学生は、トップクラスの成績で名古屋大学に進学。「変わっているが、友人も多く、明るい子だった」と、高校時代の知人らは評する。女子学生は、昔から劇物の硫酸タリウム(I)を所持したり、Twitterに「酒鬼薔薇君もタリウム少女も大好きですよ」などと書き込みをし、人を殺すことに異常な興味を示し、取調べでも「子供のころから人を殺してみたかった」と供述した。

### 事件について
殺害の動機を「人が死ぬところを見たかった」と語った。抵抗された女性に「殺すつもりなの」と聞かれたため「はい」と答えたと語り、「女性に『どうして』と言われたので『人を殺してみたかった』と言い（女性は）倒れました」と供述。「『人を殺してみたかった』という動機は少年犯罪に多いので、自分も少年のうちにやらなければという固定観念があった」と説明した。
逮捕後の2016年5月から医療施設で投薬治療を始め「まだ人を殺したいという考えが浮かぶこともあるが、治療を始めて（頻度は）少なくなった。人を殺さない自分になりたい。人を殺す夢を見ると絶望感を覚える」と話しているが、一方で控訴審の被告人質問では「1日に5-6回殺意が浮かぶ」といった発言が行われている。

## 裁判

### 名古屋家裁
2015年9月29日、責任能力に問題はなかったとして刑事処分が相当と結論づけ、検察へ逆送致した。2度の精神鑑定結果などを踏まえ、他者の気持ちを理解できないなど精神発達上の障害があるとしつつも、事件への影響は限定的で犯行当時の責任能力に問題はないとした。

### 第一審・名古屋地裁
2017年1月16日に、名古屋地方裁判所で裁判員裁判が開かれた。被告人は殺人事件と放火未遂事件については認めたものの、タリウム事件については「観察目的」と主張して殺意を否定し、弁護側は非常に重い精神障害を理由に「責任能力はなかった」として、全ての事件で無罪を主張した。
1月19日の被告人質問では、薬物治療によって「極端だった気分の波が穏やかになった。まだ人を殺したいとの思いはあるが、頻度が少なくなった」と述べた。さらに、「妹や大学の友人2人も殺そうと思ったことがある」と述べた。
2017年3月24日、名古屋地裁（山田耕司裁判長）はタリウム事件の殺人未遂を認めた上で「複数の重大かつ悪質な犯罪に及び、有期刑では軽過ぎる」として、被告人に求刑通り無期懲役判決を言い渡した。無期懲役囚の仮釈放許可率は著しく低いが、山田は判決言い渡し後、「有期刑の上限である懲役30年に近い無期懲役だ。被害者のことを考えて罪を償ってほしい」と改悛の情が認められた場合の仮釈放を認めるべきとの立場より被告人に説諭した。
被告人は判決を不服として2017年4月5日付で名古屋高等裁判所に控訴した。

### 控訴審・名古屋高裁
2017年10月26日に名古屋高等裁判所で開かれた公判にて、被告人・元名大生は被告人質問で「第一審判決後も人を殺したいという考えが浮かんだ」と述べ、控訴した理由について「第一審判決の内容だと『人を殺さない自分になりたい』という目的の達成が難しい」という説明を行った。
2017年11月9日に開かれた公判では弁護人が請求した証人・十一元三（京都大学教授・児童精神医学専門家）が「あくまで第一審判決・鑑定書などを検討した上での印象であって正式に精神鑑定したわけではないが、自分の直感では『精神障害は軽度』と判断した第一審判決は適切ではない」と証言した。
2018年3月23日、名古屋高裁（高橋徹裁判長）は第一審・無期懲役判決を支持して被告人・弁護人の控訴を棄却する判決を言い渡した。高橋徹裁判長は、各事件時の精神状態は、躁鬱病の軽そう状態にとどまり、発達障害が動機に影響しているものの限定的だったと指摘して、一審同様に完全責任能力を認めた。
硫酸タリウム事件については、混入時に周囲の状況を確認するなど冷静に行動しているほか、致死量の知識もあったことから「被害者が死亡する可能性を十分認識しながら犯行に及んだと推認される」と述べた。被告人側は判決を不服として2018年4月5日付で最高裁へ上告した。

### 上告審・最高裁
2019年（令和元年）10月15日付で最高裁判所第三小法廷（林景一裁判長）は被告人・元名大生の上告を棄却する決定を出したため、2019年10月22日付で無期懲役とした一・二審判決が確定した。

## その他
事件当時女子学生は19歳だったため少年法第61条に基づき匿名報道となったが、『週刊新潮』2015年2月12日号（新潮社・2015年2月5日発売）は殺人容疑で逮捕された女子学生の顔写真と実名を掲載して、生い立ち等を実名報道した。

## 関連書籍
- 一橋文哉『人を、殺してみたかった 名古屋大学女子学生・殺人事件の真相』（初版発行）角川書店、2015年9月14日。ISBN 978-4041033913。